# Liste der Auslandsvertretungen der Demokratischen Arabischen Republik Sahara

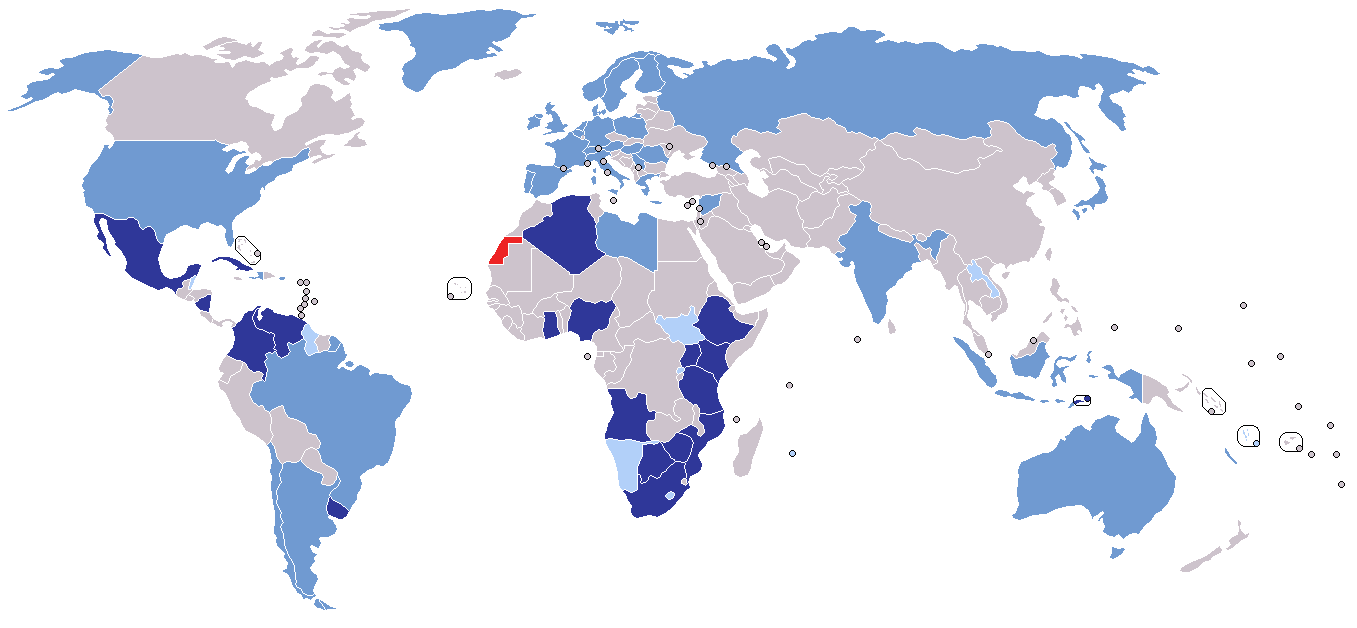
Standorte der diplomatischen Vertretungen der Demokratische Arabische Republik Sahara

Dies ist eine Liste der internationalen Vertretungen der Demokratischen Arabischen Republik Sahara (DARS), die international aber nur von wenigen Regierungen als souveräner Staat anerkannt wird. Die Regierung der Demokratischen Arabischen Republik Sahara unterhält diplomatische Beziehungen mit 34 Staaten.

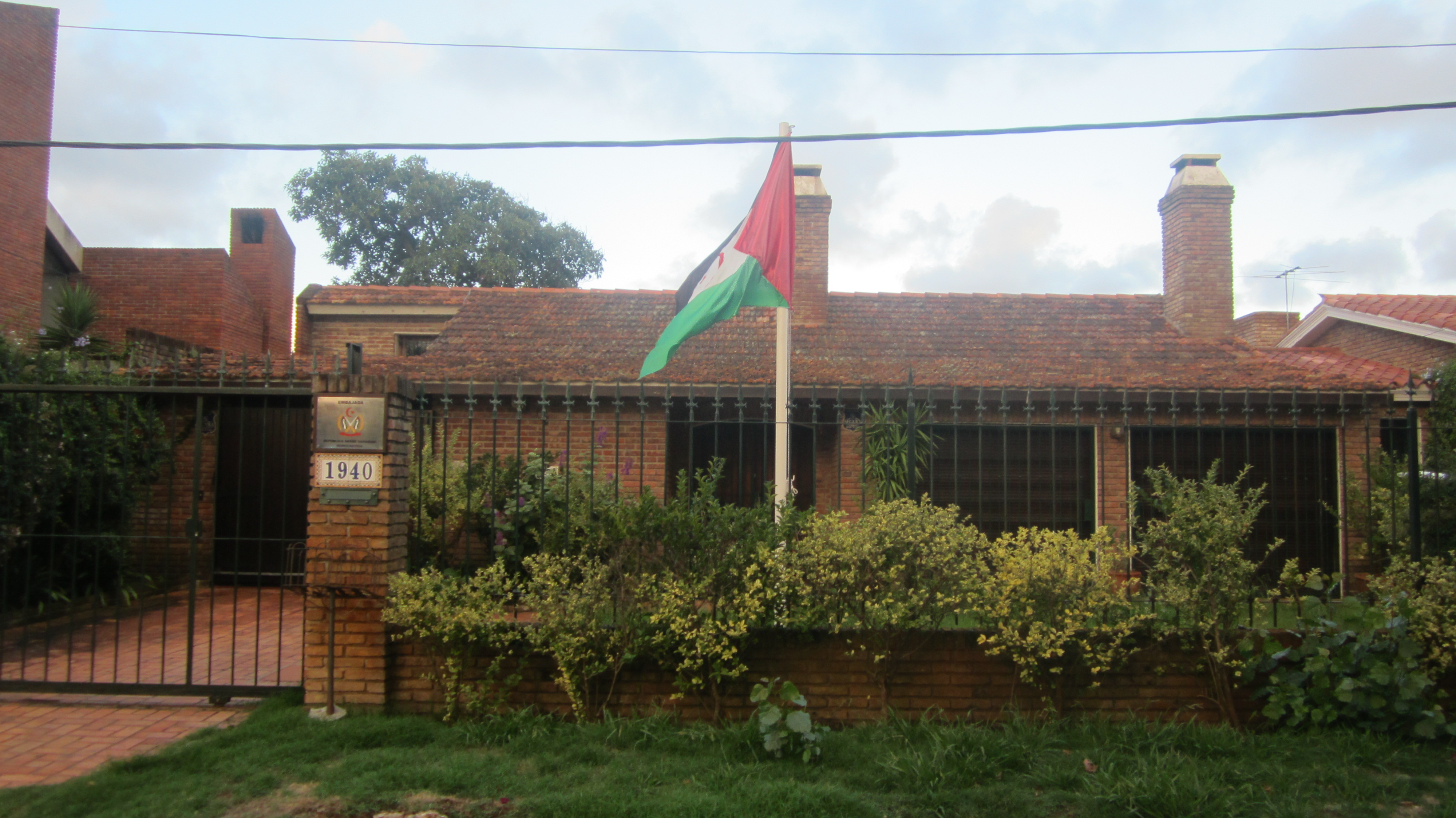
Botschaft der Dem. Republik Sahara in Montevideo

## Diplomatische und konsularische Vertretungen

### Afrika
| - Algerien: Algier, Botschaft - Algerien: Oran, Konsulat - Angola: Luanda, Botschaft - Äthiopien: Addis Abeba, Botschaft - Ghana: Accra, Botschaft - Kenia: Nairobi, Botschaft - Libyen: Tripolis, Delegation | - Mosambik: Maputo, Botschaft - Nigeria: Abuja, Botschaft - Simbabwe: Harare, Botschaft - Südafrika: Pretoria, Botschaft - Tansania: Daressalam, Botschaft - Uganda: Kampala, Botschaft |

### Asien
| - Indien: Neu-Delhi, Vertretungsbüro - Indonesien: Jakarta, Vertretungsbüro - Japan: Tokio, Vertretungsbüro | - Osttimor: Dili, Botschaft - Syrien: Damaskus, Delegation |

### Australien und Ozeanien
- Australien: Sydney, Vertretungsbüro für Australien und Neuseeland

### Europa
| - Belgien: Brüssel, Vertretungsbüro für Belgien und Luxemburg - Dänemark: Kopenhagen, Vertretungsbüro - Deutschland: Berlin, Vertretungsbüro - Deutschland: Bremen, Vertretungsbüro - Finnland: Helsinki, Vertretungsbüro für Finnland und das Baltikum - Frankreich: Bagnolet, Vertretungsbüro - Griechenland: Athen, Vertretungsbüro - Irland: Dublin, Vertretungsbüro - Italien: Rom, Vertretungsbüro - Italien: Sesto Fiorentino, Vertretungsbüro - Niederlande: Den Haag, Vertretungsbüro - Norwegen: Oslo, Vertretungsbüro - Österreich: Wien, Vertretungsbüro | - Polen: Warschau, Vertretungsbüro - Portugal: Lissabon, Vertretungsbüro - Rumänien: Bukarest, Vertretungsbüro - Russland: Moskau, Vertretungsbüro - Schweden: Stockholm, Vertretungsbüro - Schweiz: Genf, Vertretungsbüro - Slowenien: Ljubljana, Vertretungsbüro für Slowenien, Bosnien und Herzegowina, Kroatien und Mazedonien - Spanien: Madrid, Vertretungsbüro - Spanien: Barcelona, Vertretungsbüro - Tschechien: Prag, Vertretungsbüro - Ungarn: Budapest, Vertretungsbüro - Vereinigtes Königreich: London, Vertretungsbüro |

### Nordamerika
| - Haiti: Port-au-Prince, Mission - Nicaragua: Managua, Botschaft - Kuba: Havanna, Botschaft | - Mexiko: Mexiko-Stadt, Botschaft - Panama: Panama-Stadt, Botschaft - Vereinigte Staaten: Washington, D.C., Vertretungsbüro |

### Südamerika
| - Argentinien: Buenos Aires, Misson - Brasilien: Brasília, Mission - Chile: Santiago de Chile, Mission - Kolumbien: Bogotá, Mission | - Peru: Lima, Botschaft - Uruguay: Montevideo, Botschaft - Venezuela: Caracas, Botschaft |

## Vertretungen bei internationalen Organisationen
- Europäische Union: Brüssel, Büro
- AU: Addis Abeba, Ständige Mission
- Vereinte Nationen: New York, Büro
- Vereinte Nationen: Genf, Büro